# Volovod
Volovod (lat. Orobanche), rod jednogodišnjeg raslinja i trajnica iz porodice volovotkovki (Orobanchaceae). Ovom rodu koji je porodici dao svoje ime pripada 180 vrsta, a poznat je i kao kravovod, bobova kuga, dragoljub i vučica.
Biljke ovog roda nemaju klorofila ni zelenih dijelova, ni prave listove, nego parazitiraju n a drugom bilju. Stoka je rado pase, pa se vjeruje i da povećava masnoću mlijeka. U Hrvatskoj raste oko 30 vrsta., jedna od njih je bijeli volovod.

## Vrste
1. Orobanche aconiti-lycoctoni Moreno Mor., G.Gómez, Ó.Sánchez, Carlón & M.Laínz
2. Orobanche aegyptiaca Pers.
3. Orobanche alba Stephan ex Willd., bijeli volovod
4. Orobanche alsatica Kirschl.
5. Orobanche amethystea Thuill.
6. Orobanche amoena C.A.Mey.
7. Orobanche anatolica Boiss. & Reut.
8. Orobanche androssovii Novopokr.
9. Orobanche angustelaciniata Gilli
10. Orobanche apuana Domina & Soldano
11. Orobanche arenaria Borkh.
12. Orobanche arizonica L.T.Collins
13. Orobanche armena Tzvelev
14. Orobanche arpica Piwow., Ó.Sánchez & Moreno Mor.
15. Orobanche artemisiae-campestris Vaucher ex Gaudin,  lepezasti volovod
16. Orobanche astragali Mouterde
17. Orobanche auranitica Mouterde
18. Orobanche australiana F.Muell.
19. Orobanche australis Moris ex Bertol.
20. Orobanche ballii (Maire) Domina
21. Orobanche ballotae A.Pujadas
22. Orobanche balsensis (J.A.Guim.) Carlón, M.Laínz, Moreno Mor. & Ó.Sánchez
23. Orobanche bartlingii Griseb.
24. Orobanche baumanniorum Greuter
25. Orobanche benkertii Rätzel & Uhlich
26. Orobanche boninsimae (Maxim.) Tuyama
27. Orobanche borissovae Novopokr.
28. Orobanche brachypoda Novopokr.
29. Orobanche brassicae (Novopokr.) Novopokr.
30. Orobanche bulbosa Beck
31. Orobanche caesia Rchb.
32. Orobanche calendulae Pomel
33. Orobanche californica Cham. & Schltdl.
34. Orobanche camphorosmae (Carlón, G.Gómez, M.Laínz, Moreno Mor., Ó.Sánchez & Schneew.) A.Pujadas & Triano
35. Orobanche camptolepis Boiss. & Reut.
36. Orobanche canescens C.Presl
37. Orobanche caryophyllacea Sm., obični volovod
38. Orobanche cathae Deflers
39. Orobanche caucasica Beck
40. Orobanche centaurina Bertol.
41. Orobanche cernua Loefl.
42. Orobanche chilensis (Phil.) Beck
43. Orobanche chironii Lojac.
44. Orobanche chrysacanthi Maire
45. Orobanche cistanchoides Beck
46. Orobanche clarkei Hook.f.
47. Orobanche clausonis Pomel
48. Orobanche coelestis (Reut.) Boiss. & Reut. ex Beck
49. Orobanche coerulescens Stephan ex Willd.
50. Orobanche cohenii Domina & Danin
51. Orobanche connata K.Koch
52. Orobanche cooperi (A.Gray) A.Heller
53. Orobanche corymbosa (Rydb.) Ferris
54. Orobanche crenata Forssk., zvonasti volovod, narovašeni volovod
55. Orobanche cumana Wallr.
56. Orobanche cypria Reut. ex Kotschy
57. Orobanche cyrenaica Beck ex E.A.Durand & Barratte
58. Orobanche cyrnea Jeanm., Habashi & Manen
59. Orobanche dalmatica (Beck) Tzvelev
60. Orobanche daninii Domina & Raimondo
61. Orobanche densiflora Salzm. ex Bertol.
62. Orobanche denudata Moris
63. Orobanche dhofarensis M.J.Y.Foley
64. Orobanche ducellieri Maire
65. Orobanche dugesii (S.Watson) Munz
66. Orobanche ebuli Huter & Rigo
67. Orobanche elatior Sutton
68. Orobanche eriophora Bornm. & Gauba
69. Orobanche esulae Pančić
70. Orobanche fasciculata Nutt.
71. Orobanche flava Mart. ex F.W.Schultz
72. Orobanche foetida Poir.
73. Orobanche fuscovinosa Maire
74. Orobanche gamosepala Reut.
75. Orobanche georgii-reuteri (Carlón, G.Gómez, M.Laínz, Moreno Mor., Ó.Sánchez & Schneew.) A.Pujadas
76. Orobanche glabricaulis Tzvelev
77. Orobanche gracilis Sm., nježni volovod
78. Orobanche gratiosa (Webb & Berthel.) Linding.
79. Orobanche grenieri F.W.Schultz
80. Orobanche grisebachii Reut.
81. Orobanche grossheimii Novopokr.
82. Orobanche gussoneana (Lojac.) ined.
83. Orobanche haenseleri Reut.
84. Orobanche hansii A.Kern.
85. Orobanche hederae Duby, bršljanov volovod
86. Orobanche hirtiflora (Reut.) Burkill
87. Orobanche humbertii Maire
88. Orobanche hymenocalyx Reut.
89. Orobanche hypertomentosa M.J.Y.Foley
90. Orobanche iammonensis A.Pujadas & P.Fraga
91. Orobanche iberica (Beck) Tzvelev
92. Orobanche inexspectata (Carlón, G.Gómez, M.Laínz, Moreno Mor., Ó.Sánchez & Schneew.) Domina, Greuter, P.Marino & P.Schäf.
93. Orobanche ingens (Beck) Tzvelev
94. Orobanche inulae Novopokr. & Abramov
95. Orobanche javakhetica Piwow., Ó.Sánchez & Moreno Mor.
96. Orobanche kashmirica C.B.Clarke ex Hook.f.
97. Orobanche kelleri Novopokr.
98. Orobanche kotschyi Reut.
99. Orobanche krylowii Beck
100. Orobanche kurdica Boiss. & Hausskn.
101. Orobanche lainzii (Gómez Nav., Roselló, Peris, A.Valdés & Sanchis) Triano & A.Pujadas
102. Orobanche laserpitii-sileris Reut. ex Jord., gladački volovod
103. Orobanche latisquama (F.W.Schultz) Batt.
104. Orobanche lavandulacea Rchb.
105. Orobanche laxissima Uhlich & Rätzel
106. Orobanche leptantha Pomel
107. Orobanche libanotica (Schweinf. ex Boiss.) Dinsm.
108. Orobanche litorea Guss.
109. Orobanche longibracteata Schiman-Czeika
110. Orobanche ludoviciana Nutt.
111. Orobanche lutea Baumg., žuti volovod
112. Orobanche lycoctoni Rhiner
113. Orobanche megalantha Harry Sm.
114. Orobanche minor Sm., bradati volovod
115. Orobanche mlokosiewiczii Piwow., Ó.Sánchez & Moreno Mor.
116. Orobanche montserratii A.Pujadas & D.Gómez
117. Orobanche multiflora Nutt.
118. Orobanche mupinensis Hu
119. Orobanche muteliformis M.J.Y.Foley
120. Orobanche mutelii F.W.Schultz
121. Orobanche nana Noë ex Rchb.
122. Orobanche nowackiana Markgr.
123. Orobanche olbiensis (Coss.) Nyman
124. Orobanche ombrochares Hance
125. Orobanche orientalis Beck
126. Orobanche owerinii (Beck) Beck
127. Orobanche oxyloba (Reut.) Beck
128. Orobanche palaestina Reut.
129. Orobanche pancicii Beck
130. Orobanche parishii (Jeps.) Heckard
131. Orobanche penduliflora Gilli
132. Orobanche perangustata M.J.Y.Foley
133. Orobanche picridis F.W.Schultz,  braškasti volovod
134. Orobanche pinorum Geyer ex Hook.
135. Orobanche portoilicitana A.Pujadas & M.B.Crespo
136. Orobanche pubescens d'Urv.
137. Orobanche purpurea Jacq.
138. Orobanche pycnostachya Hance
139. Orobanche ramosa L., razgranjeni volovod, mrtva konoplja
140. Orobanche rapum-genistae Thuill.
141. Orobanche rechingeri Gilli
142. Orobanche resedarum (Carlón, G.Gómez, M.Laínz, Moreno Mor., Ó.Sánchez & Schneew.) A.Pujadas & Triano
143. Orobanche reticulata Wallr.
144. Orobanche reuteriana (Rchb.f.) M.B.Crespo & A.Pujadas
145. Orobanche rigens Loisel.
146. Orobanche riparia L.T.Collins
147. Orobanche robbinsii Heckard ex Colwell & Yatsk.
148. Orobanche rosmarina Welw. ex Beck
149. Orobanche rubi Vaucher ex Duby
150. Orobanche salviae F.W.Schultz ex W.D.J.Koch
151. Orobanche sanguinea C.Presl
152. Orobanche santolinae Loscos & J.Pardo
153. Orobanche schelkovnikovii Tzvelev
154. Orobanche schultzii Mutel
155. Orobanche schweinfurthii Beck
156. Orobanche septemloba (Beck) Tzvelev
157. Orobanche sinensis Harry Sm.
158. Orobanche singarensis Beck
159. Orobanche sintenisii Beck
160. Orobanche solenanthi Novopokr. & Pissjauk.
161. Orobanche sordida C.A.Mey.
162. Orobanche spectabilis Reut.
163. Orobanche staehelinae D.Pav., Michaud, Véla & J.-M.Tison
164. Orobanche stocksii Boiss.
165. Orobanche tacnaensis Mattf.
166. Orobanche tarapacana Phil.
167. Orobanche tetuanensis Ball
168. Orobanche teucrii Holandre, dubačac volovod
169. Orobanche thapsoides Lojac.
170. Orobanche transcaucasica Tzvelev
171. Orobanche tricholoba (Reut.) Domina
172. Orobanche turcica G.Zare & Dönmez
173. Orobanche uniflora L.
174. Orobanche valida Jeps.
175. Orobanche vallicola (Jeps.) Heckard
176. Orobanche variegata Wallr.
177. Orobanche weberbaueri Mattf.
178. Orobanche yuennanensis (Beck) Hand.-Mazz.
179. Orobanche zajaciorum Piwow.
180. Orobanche zosimii (M.J.Y.Foley) Domina